# Liga de Balompié Mexicano
La Liga de Balompié Mexicano è una divisione del campionato messicano di calcio organizzata dall'Asociación Nacional de Balompié Mexicano (ANBM) a partire dal 2020 in seguito alla riforma del calcio in Messico. Si tratta di un campionato alternativo alla Liga MX, la quale è invece organizzata dalla FMF, e non è riconosciuto dalla FIFA. L'8 luglio 2020 si è ufficialmente affiliata alla CONIFA, diventando la prima lega composta da squadre di club a farne parte.

## Storia
La Liga de Balompié Mexicano venne presentata il 29 gennaio 2020 con l'obiettivo di fornire un'alternativa ai calciatori che non hanno trovato posto in una delle squadre militanti nelle principali divisioni del campionato messicano, oltre a portare il calcio professionistico in alcuni luoghi non dotati di strutture sportive adeguate a partecipare alla Liga MX.
Il 22 febbraio venne indetta la prima assemblea di lega e l'8 luglio seguente venne ufficialmente affiliata alla CONIFA.
Il 4 agosto vennero confermate le 19 squadre partecipanti, in seguito ridotte a 17 per via dell'abbandono dei Faisanes de Yucatán e dell'Atlético Ensenada per motivi rispettivamente economici ed amministrativi.

## Formato
La stagione si divide in tre fasi: il campionato regolare, il quadrangolare e la Súper final.

### Campionato regolare
Le squadre partecipanti si affrontano in un torneo con girone unico all'italiana, al termine del quale la squadra classificatasi prima accede direttamente alla finale per l'assegnazione del titolo mentre le squadre dalla seconda alla quinta posizione accedono al quadrangolare.

### Quadrangolare
Si tratta di un mini-torneo ad eliminazione diretta con incontri di andata e ritorno. La squadre si affrontano secondo lo schema 2ª vs 5ª e 4ª vs 3ª ed in caso di parità al termine del doppio confronto si procede con i rigori. La squadra vincente di questa fase accede alla finale per l'assegnazione del titolo.

### Súper final
Le due squadre vincitrici delle precedenti fasi si affrontano in una doppia sfida, con eventuali calci di rigore in caso di persistente parità. La gara di ritorno viene disputata in casa della vincente del tabellone generale.

## Squadre 2020-2021
| Squadra                            | Città                      | Stadio                          | Capienza |
| ---------------------------------- | -------------------------- | ------------------------------- | -------- |
| Acapulco                           | Acapulco                   | Unidad Deportiva Acapulco       | 13 000   |
| Acaxees de Durango                 | Victoria de Durango        | Stadio Francisco Zarco          | 18 000   |
| Atlético Capitalino                | Città del Messico          | Stadio Jesús Martínez “Palillo” | 6 000    |
| Atlético Jalisco                   | Guadalajara                | Stadio 3 marzo                  | 18 750   |
| Atlético Veracruz                  | Veracruz                   | Stadio Luis de la Fuente        | 28 700   |
| Chapulineros de Oaxaca             | San Jerónimo Tlacochahuaya | Stadio Independiente MRCI       | 5 000    |
| Club Veracruzano de Fútbol Tiburón | Veracruz                   | Stadio Luis de la Fuente        | 28 703   |
| Furia Roja                         | Jesús María                | Stadio Ramírez Nogales          | 1 500    |
| Halcones de Zapopan                | Zapopan                    | Stadio 3 marzo                  | 18 750   |
| Industriales de Naucalpan          | Naucalpan de Juárez        | Stadio José Ortega Martínez     | 3 700    |
| Jaguares de Jalisco                | Zapopan                    | Stadio 3 marzo                  | 18 750   |
| Leones Dorados                     | Città del Messico          | Stadio Municipal de Teziutlán   | 7 000    |
| Lobos Zacatepec                    | Zacatepec de Hidalgo       | Stadio Agustín Coruco Díaz      | 24 313   |
| Los Cabos                          | Los Cabos                  | Stadio Don Koll                 | 3 500    |
| Morelos                            | Xochitepec                 | Stadio Mariano Matamoros        | 16 000   |
| Toros Neza                         | Ciudad Nezahualcóyotl      | Stadio Ciudad Deportiva Jardín  | 6 000    |
| San José                           | San José de Gracia         | Stadio Juanito Chávez           | 1 500    |